# Marcello Capra (medico)
Marcello Capra (Nicosia, 1510 – fine del Cinquecento) è stato un medico e filosofo italiano.
Studiò medicina a Padova sotto la guida di Giovanni Battista Montano e del celebre Gabriele Falloppio. Tornato a Nicosia, vi fondò una scuola di medicina e filosofia. In seguito, si trasferì prima a Palermo e poi a Messina. Divenne medico personale di Don Giovanni D'Austria e medico della flotta dell'Impero Spagnolo, per cui partecipò nel 1571 alla battaglia di Lepanto. Tornato in Sicilia, su incarico del viceré Don Diego Enriquez de Gusman studiò l'epidemia di peste verificatasi nel 1591 e 1592 e descrisse i risultati dei suoi studi in un volume dal titolo De morbi pandemici causis, symptomatibus et curatione, che fu pubblicato a Messina nel 1593. Scrisse anche un volume sulle proprietà mediche della scorzonera. Marcello Capra si occupò anche di filosofia e nel 1589 pubblicò a Palermo due opere filosofiche. La prima di tali opere fu dedicata alla sede dell'anima e considerava i principi di Aristotele e i quesiti di Galeno; la seconda trattava dell'immortalità dell'anima alla luce del pensiero di Aristotele, Pitagora, Epicuro e Averroè. Di Marcello Capra non si conoscono esattamente il luogo e la data precisa della morte.